# Besiedlungsgeschichte Europas in der Jungsteinzeit
Die Besiedlungsgeschichte Europas in der Jungsteinzeit bezeichnet den Teil der Geschichte Europas, der sich mit Wachstum, Wanderung und Ansiedlung der Menschen in der Jungsteinzeit,  dem Neolithikum, befasst.

## Paläolithikum
In der Altsteinzeit, spätestens vor 45.000 Jahren, kam der anatomisch moderne Mensch (Homo sapiens) nach Europa, nachdem er vor rund 50.000 bis 60.000 Jahren aus Afrika aufgebrochen war. In Europa lebten bis dahin die eng mit dem Homo sapiens verwandten Neandertaler (Homo neanderthalensis), deren Vorfahren ursprünglich ebenfalls aus Afrika stammten, aber schon Hunderttausende Jahre früher den afrikanischen Kontinent verlassen hatten. Vor etwa 40.000 Jahren starben die Neandertaler in Europa aus. Dies markiert den Übergang vom Altpaläolithikum zum Mittelpaläolithikum.

## Migration im neolithischen Europa
Während des Neolithikums fanden in Zentraleuropa vier wesentliche Migrationsereignisse statt. Der Wandel von der mesolithischen Lebensweise der Jäger und Sammler zur Landwirtschaft war mit dem ersten Bevölkerungsumbruch verbunden. Das Neolithikum entwickelte sich um 10.000 v. Chr. im Nahen Osten und erreichte über den ostmediterranen Raum und den Balkan um 5500 v. Chr. mit der Linearbandkeramischen Kultur Zentraleuropa. Die eingewanderten Bauern ersetzten im Laufe der Zeit große Teile der ansässigen Jäger-Sammler-Bevölkerung. Der Neolithisierung Europas folgte eine etwa 2500 Jahre andauernde Phase genetischer Stabilität.
Die um 3000 v. Chr. beginnenden Spätphasen des Neolithikums waren durch mehrere, aufeinander folgende dynamische Bevölkerungsverschiebungen gekennzeichnet, die mit der Trichterbecherkultur, der Schnurkeramischen Kultur und der Glockenbecherkultur verbunden waren. Während die genetische Signatur der ersten Bauern in dieser Zeit ausgedünnt wurde, kommen neue genetische Linien hinzu.

## Beschreibung
Die Besiedlungsgeschichte Europas in der Jungsteinzeit zwischen dem 6. und 2. Jahrtausend v. Chr. ergibt anhand von DNA-Proben jungsteinzeitlicher Skelettfunde aus dem Mittelelbe-Saale-Gebiet Hinweise auf vier wesentliche Migrationsereignisse. Einem internationalen Forscherteam gelang es 2013 die Bevölkerungsentwicklung Europas zu entschlüsseln. Untersucht wurden 364 Skelette von insgesamt 25 Fundplätzen. Die mitteldeutschen Funde eignen sich wegen der günstigen Erhaltungsbedingungen gut für genetische Untersuchungen.
Während der Jungsteinzeit besiedelte eine Vielzahl von Kulturen Europa, die lediglich anhand ihrer materiellen Hinterlassenschaften unterschieden werden. Ob sich hinter den archäologisch fassbaren Elementen genetisch unterschiedliche Populationen abbilden, war eine der Kernfragen der Forschung. Der Forschergruppe ist es gelungen, die Populationsdynamik des Neolithikums in Zentraleuropa zu rekonstruieren.
Die Zusammenarbeit von Archäologie und Naturwissenschaften ermöglichte es, eine Antwort auf die Frage zu erhalten, ob der kulturelle Wandel während des Neolithikums durch wandernde Populationen oder den Ideentransfer zwischen ansässigen Bevölkerungen ausgelöst wurde. Die Forscher extrahierten DNA aus Knochen und Zähnen prähistorischer Individuen und analysierten Bereiche der mitochondrialen DNA, die von der Mutter auf deren Nachkommen vererbt wird und so die Rekonstruktion der mütterlichen Abstammungslinien erlaubt. Es gelang eine lückenlose genetische Chronologie zu erstellen und die zwischen 5500 und 1500 v. Chr. erfolgten Umbrüche nachzuvollziehen.
Während frühere Untersuchungen die genetische Diversität heutiger Europäer nicht allein durch mesolithische Jäger und Sammler oder die frühe bäuerliche Bevölkerung erklären konnten, zeigt diese Studie, dass spätere Migrationsereignisse zur genetischen Vielfalt Europas deutlich beitrugen. Die Ergebnisse verdeutlichen, dass die Formierung rezenter genetischer Variabilität ein komplexer Prozess war und nicht allein durch die Vermischung lokaler Jäger-Sammler und zugewanderter Bauern aus dem Nahen Osten erklärt werden kann.